# King-Kliffs
Die King-Kliffs sind vereiste Kliffs mit zahlreichen Felsvorsprüngen im Osten der Thurston-Insel vor der Eights-Küste des westantarktischen Ellsworthlands. Sie bilden die Südseite des längeren nördlichen Arms des Morgan Inlet.
Die Kliffs wurden von Geologen bei der von der United States Navy unternommenen Forschungsfahrt in die Bellingshausen-See im Februar 1960 erkundet. Das Advisory Committee on Antarctic Names benannte sie 1970 nach Charles E. King, Geologe bei der Erkundung des Ellsworthlands zwischen 1968 und 1969, der dabei auch diese Kliffs untersuchte.